# Batalla de Caseros
La batalla de Caseros, o batalla de Monte Caseros, va tenir lloc a Caseros, actualment Estación El Palomar, a la província de Buenos Aires, Argentina, el 3 de febrer de 1852.
El conflicte va enfrontar a l'exèrcit de Buenos Aires, comandat per Juan Manuel de Rosas, i a l'Exèrcit Gran, comandat per Justo José de Urquiza, i format per una coalició d'opositors al règim de Rosas, de tropes brasileres i uruguaianes.
Les forces d'Urquiza, governador de la província d'Entre Ríos, van derrotar a Rosas, qui es va exiliar al Regne Unit. Aquesta batalla va suposar una ruptura dins la història de l'Argentina: després d'haver aconseguit la victòria, Urquiza, llavors director provisori de la Confederació Argentina, va demanar l'elaboració de la Constitució de 1853, i es va convertir el 1854 en el primer president constitucional de l'Argentina.